# Piazza Maggiore
La Piazza Maggiore (en español, Plaza Mayor) es la plaza principal de Bolonia, Italia. Tiene 115 metros de longitud y 60 metros de anchura, y está rodeada por los edificios más importantes de la ciudad medieval. El más antiguo es el Palazzo del Podestà, que cierra la plaza por el norte; data del 1200 y está coronado por la Torre dell'Arengo, que haciendo sonar su campana llamaba a reunión al pueblo. A este se le añadió en poco tiempo el Palazzo Re Enzo, sobre el cual se abre la bóveda de una travesía peatonal.

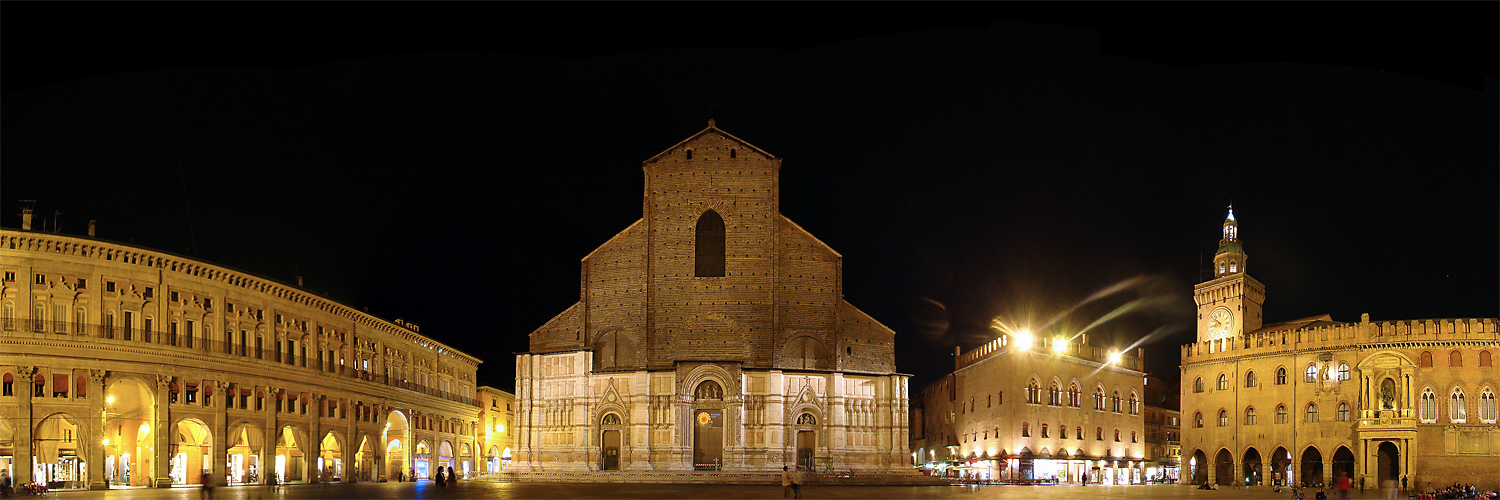
Piazza Maggiore; de izquierda a derecha: Palazzo dei Banchi, Basílica de San Petronio, Palazzo dei Notai, y Palazzo d'Accursio

## Descripción

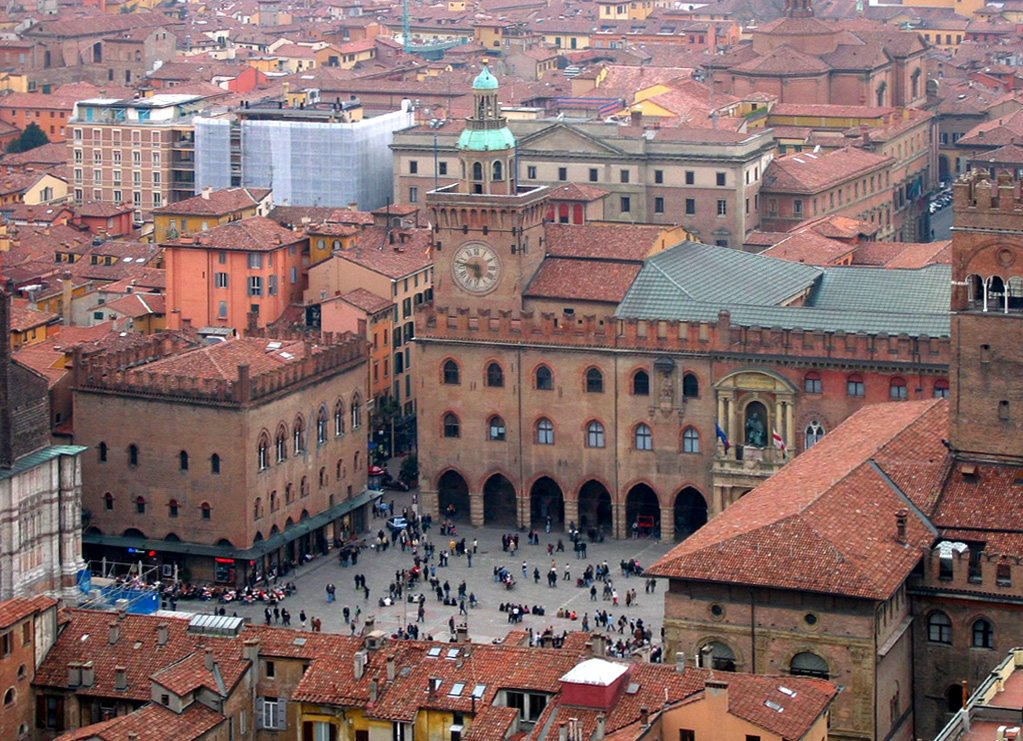
Piazza Maggiore vista desde arriba

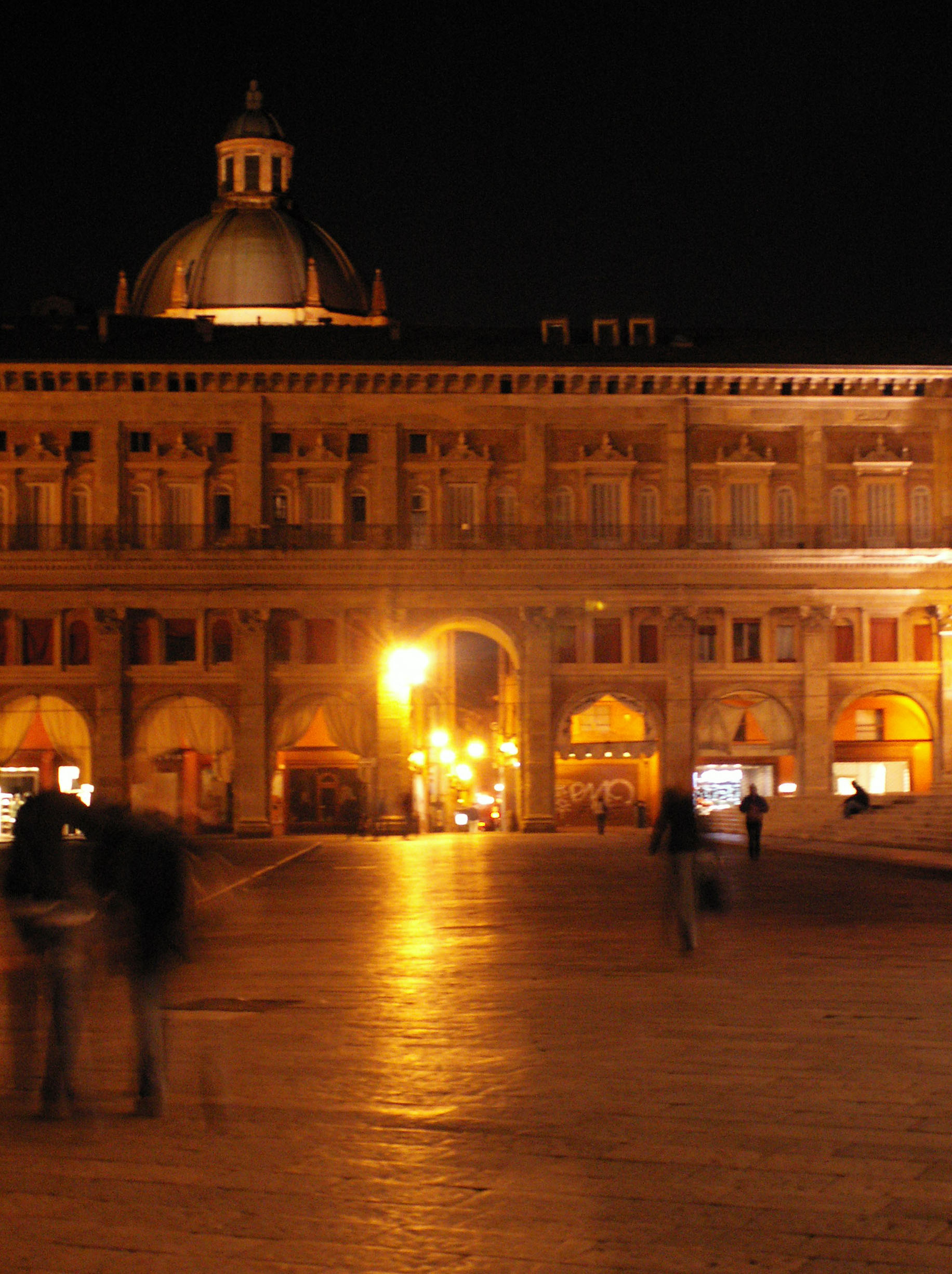
Piazza Maggiore, el Palazzo dei Banchi y el pórtico del "Pavaglione"

Al oeste de la plaza está el Palazzo Comunale (o d'Accursio), un complejo arquitectónico monumental que tiene su origen en el siglo XIV. Actualmente es la sede de la Comuna de Bolonia, las Collezioni Comunali d'Arte y el Museo Morandi, que también rodea la adyacente Piazza del Nettuno, en el centro de la cual está la fuente homónima (también llamada del Gigante), realizada en el 1565 por Giambologna.
Al sur, frente al Palazzo del Podestà se eleva la fachada incompleta de la Basílica de San Petronio, un ejemplo del gótico italiano, iniciada a finales del siglo XIV y nunca terminada.
Por último, al este cierra la plaza el Palazzo dei Banchi, en realidad una simple fachada erigida entre el 1565 y el 1568 según el diseño de Giacomo Barozzi, llamado "il Vignola", que sustituyó elegantemente las pobres construcciones preexistentes de la plaza, respetando las salidas de las calles vecinas que confluyen en ella. La prosecuzione del pórtico del Palazzo dei Banchi y el del Archiginnasio, sede medievale de la Universidad de Bolonia, actualmente una de las bibliotecas italianas y europeas más decoradas; este pórtico se llama habitualmente "il Pavaglione" (un término dialectal que significa "pabellón") y fue durante siglos la sede del comercio de los gusanos de seda.
La parte central de la plaza se caracteriza por una plataforma peatonal, apodada "il crescentone", construida en el 1934. En su lado oriental se pueden apreciar algunos daños visibles. Se trata de los daños provocados por un tanque americano el 21 de abril de 1945, día de la liberación de la ciudad, que nunca se restauraron porque se consideran un resto histórico.
Al contrario de lo que algunos creen, la canción Piazza Grande (1971) de Lucio Dalla, dedicada a un sin techo, no se refiere ni a la Piazza Maggiore ni a la Piazza Grande de Módena, sino a la Piazza Cavour de Bolonia donde el cantautor también había vivido de joven, según lo dicho por Gianfranco Baldazzi, durante el programa La storia siamo noi, dedicado a Lucio Dalla, del 18 de noviembre de 2011. Si se escucha atentamente, se puede ver que la canción habla de bancos, que no hay en la Piazza Maggiore y de gatos sin amo (nunca ha habido en la plaza una 'colonia felina').  
Durante el mes de julio tiene lugar en Piazza Maggiore un festival cinematográfica promovida por la Cineteca di Bologna y el municipio, titulada Sotto le stelle del Cinema (bajo las estrellas del cine). Con 3000 asientos es uno de los mayores cines a cielo abierto de Italia.

## Historia
La zona que conocemos hoy como Piazza Maggiore se desarrolló en el siglo XIII, cuando los habitantes de Bolonia tuvieron la necesidad de un espacio para mercado. Los numerosos edificios populares que se construyeron en la zona fueron adquiridos por el municipio y posteriormente derribados.
En el siglo XV la plaza adquiere su forma actual, mientras que en el siglo XVI toda la zona fue reorganizada por voluntad papal a través del Cardenal Legado Carlo Borromeo: se construyó la adyacente Piazza del Nettuno con la espléndida fuente de Giambologna y el Palazzo dell'Archiginnasio.
En 1860 la Piazza Maggiore recibió el nombre de Vittorio Emanuele II, hasta 1943, cuando la estatua ecuestre del rey se trasladó a los Giardini Margherita (donde está todavía). Entre 1943 y 1945 cambió su nombre a Piazza della Repubblica y tomó su nombre actual desde junio de 1945.

## Edificios
Los edificios que rodean la Piazza Maggiore son:
- El palazzo dei Notai, construido entre 1384 y 1422, según el proyecto de Antonio di Vincenzo.
- El palazzo D'Accursio (Palazzo Comunale), construido en 1290 y reestructurado tras un incendio (1425) por el arquitecto Fioravante Fioravanti: en el edificio está la sede de las Collezioni Comunali d'Arte di Bologna y el Museo Morandi.
  - Hay una piedra en mármol en el Palazzo Comunale que informa sobre las antiguas unidades de medida utilizadas en Bolonia (la más importante de las cuales era el pie boloñés, de unos 38 centímetros). Estas medidas estaban expuestas públicamente de modo que todos las pudieran verfificar. Por otra parte, la plaza albergó el mercado más grande de la ciudad hasta 1877.
  - Sobre esta piedra se encuentran dos aguiluchos de terracota. Según una tradición no comprobada, uno de estos aguiluchos (no está claro cuál) fue realizado por el joven Miguel Ángel durante su estancia en Bolonia, pero lo que se ve en la actualidad es una copia, dado que los originales fueron destruidos en una revuelta popular en el 1511.
- El Palazzo del Podestà, construido en el 1201 y reestructurado ampiamente entre 1472 y 1484 por la familia Bentivoglio.
- El palazzo dei Banchi, de 1412, donde trabajaban cambiadores y banqueros, reestructurado en el 1568 según el proyecto de Vignola con su característico pórtico, apodado por los boloñeses Pavaglione.
- La Basílica de San Petronio, iniciada en el 1390 según el proyecto de Antonio di Vincenzo y nunca completada.